# Plomeur
Plomeur (bretonisch Ploveur) ist eine französische Gemeinde mit 3877 Einwohnern (Stand 1. Januar 2022) im Département Finistère und gehört zum Kanton Plonéour-Lanvern.

## Lage
Der Ort befindet sich im Südwesten der Bretagne nahe der Atlantikküste.
Quimper liegt 21 Kilometer nordöstlich, Brest 62 Kilometer nördlich und Paris etwa 500 Kilometer östlich.

## Verkehr
Bei Quimper gibt es die nächsten Abfahrten an der Schnellstraße E 60 (Brest–Nantes) und einen Regionalbahnhof an der überwiegend parallel verlaufenden Bahnlinie.
Der Bahnhof von Brest ist Endpunkt des TGV Atlantique nach Paris und die
Flughäfen Aéroport de Brest Bretagne nahe Brest und Aéroport de Lorient Bretagne Sud bei Lorient sind die nächsten Regionalflughäfen.

## Bevölkerungsentwicklung
| Jahr                       | 1962 | 1968 | 1975 | 1982 | 1990 | 1999 | 2010 | 2017 |
| Einwohner                  | 1903 | 1916 | 2263 | 2852 | 3272 | 3203 | 3689 | 3774 |
| Quellen: Cassini und INSEE |      |      |      |      |      |      |      |      |

## Geschichte
Während des Zweiten Weltkriegs wurden an der Küstenlinie Bauten des Atlantikwalls errichtet. Als Ruine erhalten geblieben ist der Bunker Qu 39. Am 6. Juni 1944 besetzten französische Widerstandskämpfer Plomeur und nahmen vier Soldaten der deutschen Besatzungstruppen fest. In der Folge gelang es der Besatzungsmacht jedoch, wieder die Kontrolle zu gewinnen. An der Aktion beteiligte Widerstandskämpfer wurden verhaftet und von einem Militärgericht zum Tode verurteilt. Die Hinrichtung von 15 Kämpfern fand am Pointe de la Torche statt. Ihnen zu Ehren wurde das Mahnmal bei La Torche errichtet. Der Bürgermeister von Plomeur, Louis Méhu, wurde ebenfalls von deutschen Truppen festgenommen und in Pont-l’Abbé in Gefangenschaft erschossen.

## Sehenswürdigkeiten

### Kirche Sainte-Thumette
Dieses relativ mächtige Kirchengebäude wurde erst am Vorabend der Französischen Revolution im Jahre 1760 auf den Ruinen einer früheren Kirche nach den Plänen des Architekten Augustin Regnault aus Brest gebaut. Auf einigen quadratischen Säulen und Rundbögen kann man noch Teile des Vorgängerbaues mit dem 1673 lesen.

#### Sainte Thumette
Heilige Thumette, auch Tumette oder Tunvez, eine Schwester des Heiligen Enéour und eine von jenen elftausend Jungfrauen gewesen sei, die als Begleiterin der bretonischen St. Ursula deren Weg nach und von Rom begleiteten. Sie soll, wie St. Ursula, den Märtyrertod in Köln im Jahre 383 erlitten haben. Im nahen Kérity und in Landunvez sind nach ihr ebenfalls Kapellen benannt worden

### Chapelle de Beuzec
Bis zur Revolution war Beuzec eine Gemeinde. Hier war der Standort ihrer Kirche, die Saint Budoc gewidmet war. Vom Kirchenbau aus dem 12. Jahrhundert bleibt nur der Chor, deren große Fenster mit vier Lanzetten aus dem 14. Jahrhundert immer noch bemerkenswert sind. Das Kirchenschiff wurde im neunzehnten Jahrhundert abgerissen. Seit 1993 wird das Innere der Kapelle gepflegt. In unmittelbarer Nähe findet sich der Kalvarienberg sowie eine restaurierte historische Brunnenanlage.

### Notre-Dame-de-Tréminou
Gotische Kapelle aus dem 15./16. Jahrhundert.

### Chapelle Saint-Côme et Saint Damien
Von der ehemaligen Kapelle des siebzehnten Jahrhunderts bleibt bei diesem Neubau aus dem neunzehnten Jahrhundert nach Ortsversetzung nur der Turm und zwei Erkerfiguren, ein Engel und ein Geistlicher. Die übrigen Bauteile, wie z. B. die südliche Tür und Fenster stammen aus dem neunzehnten Jahrhundert. Geweiht wurde die Kapelle den Zwillingsbrüdern Saint Côme et Saint Damien.

#### Saint Côme et Saint Damien
Die heiligen Zwillingsbrüder Cosmas und Damian waren Ärzte und werden als christliche Märtyrer nicht nur in der Bretagne verehrte, so u. a. als Kirchenpatrone in Bremen, Essen und Gau-Algesheim.

### Champs des tulipes
Außerhalb der Ortschaft Plomeur haben seit 1960 in Kerugou, Richtung La Torche (die Fackel) Niederländer auf über 100 Hektar Land mit der Aufzucht von Tulpen, Hyazinthen und Iris neue Erwerbsquellen erschlossen und einen der größten Zwiebelblumen-Anlagen Frankreichs hier aufgebaut. Begünstigt durch das hier herrschende Klima, sieht man hier im Frühjahr u. a. unerwartete blühenden Tulpenfelder. Eine Besichtigung dieser privaten Felder ist nach Voranmeldung möglich.

### Dolmen
Der komplexe Dolmen von Tuchenn Pol liegt zu beiden Seiten Straße der Route de Kerpape etwa 350 m südlich des Dorfes Kerhan und südlich von Ploemeur. Der Dolmen von Penker ar Bloaz liegt in der Nähe.

## Kultur

### Fete de fleurs à Plomeur
Jährlich wird von der Gemeinde Plomeur ein Blumenfest veranstaltet, das große Anziehungskraft ausübt und sich weiter entwickelt.

### Bagad Cap Caval
1984 wurde in Plomeur die inzwischen auch mehrfach international ausgezeichnete bretonische Musikgruppe Bagad Cap Caval gegründet, wobei Bagad das bretonische Pendant zu schottischen Pipe-Bands ist; Cap Caval war die historische Bezeichnung dieser Region (Pays de Bigouden).

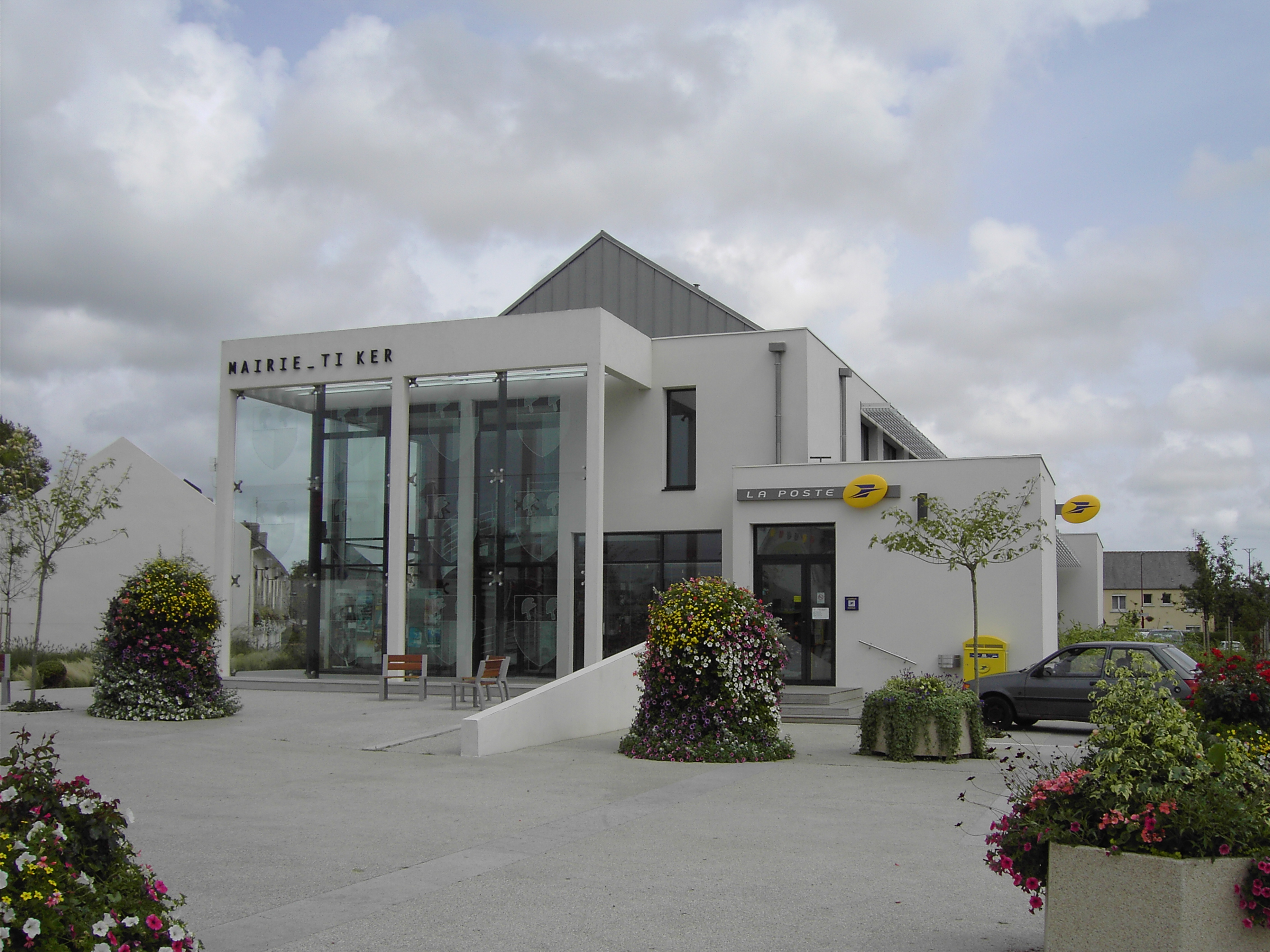
Rathaus
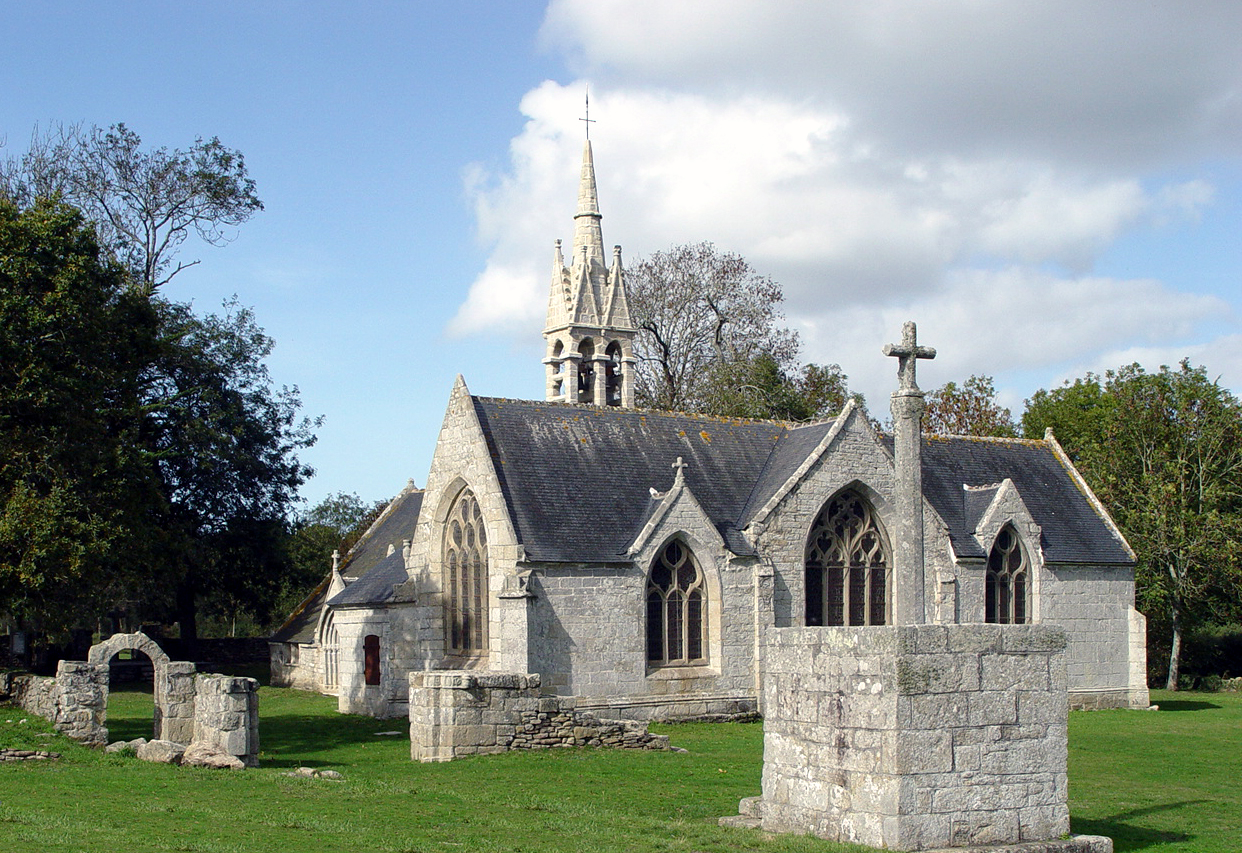
Chapelle de Tréminou
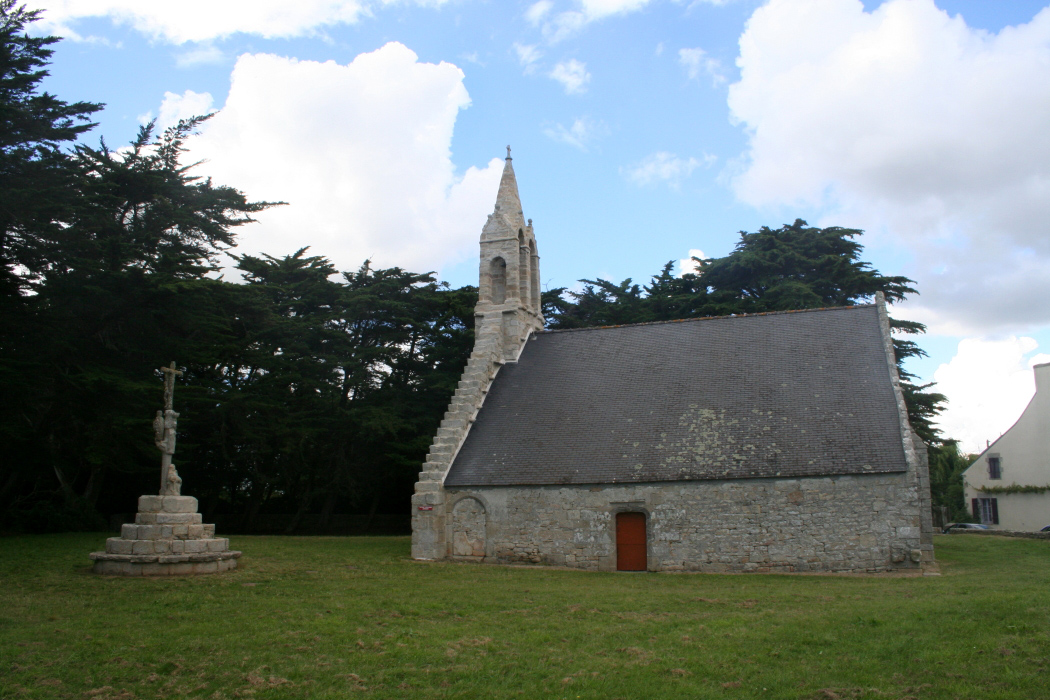
Chapelle de Beuzec, Rest eines ehemaligen Kirchenbaus
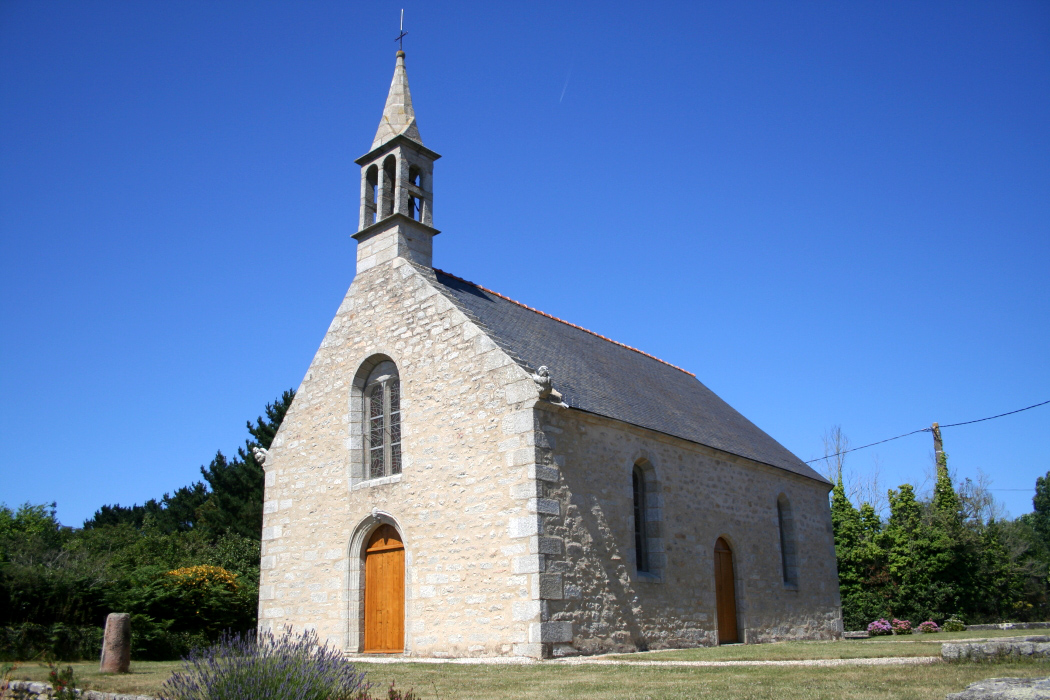
Chapelle StCôme-St-Damien, Neubau des 19. Jahrhunderts
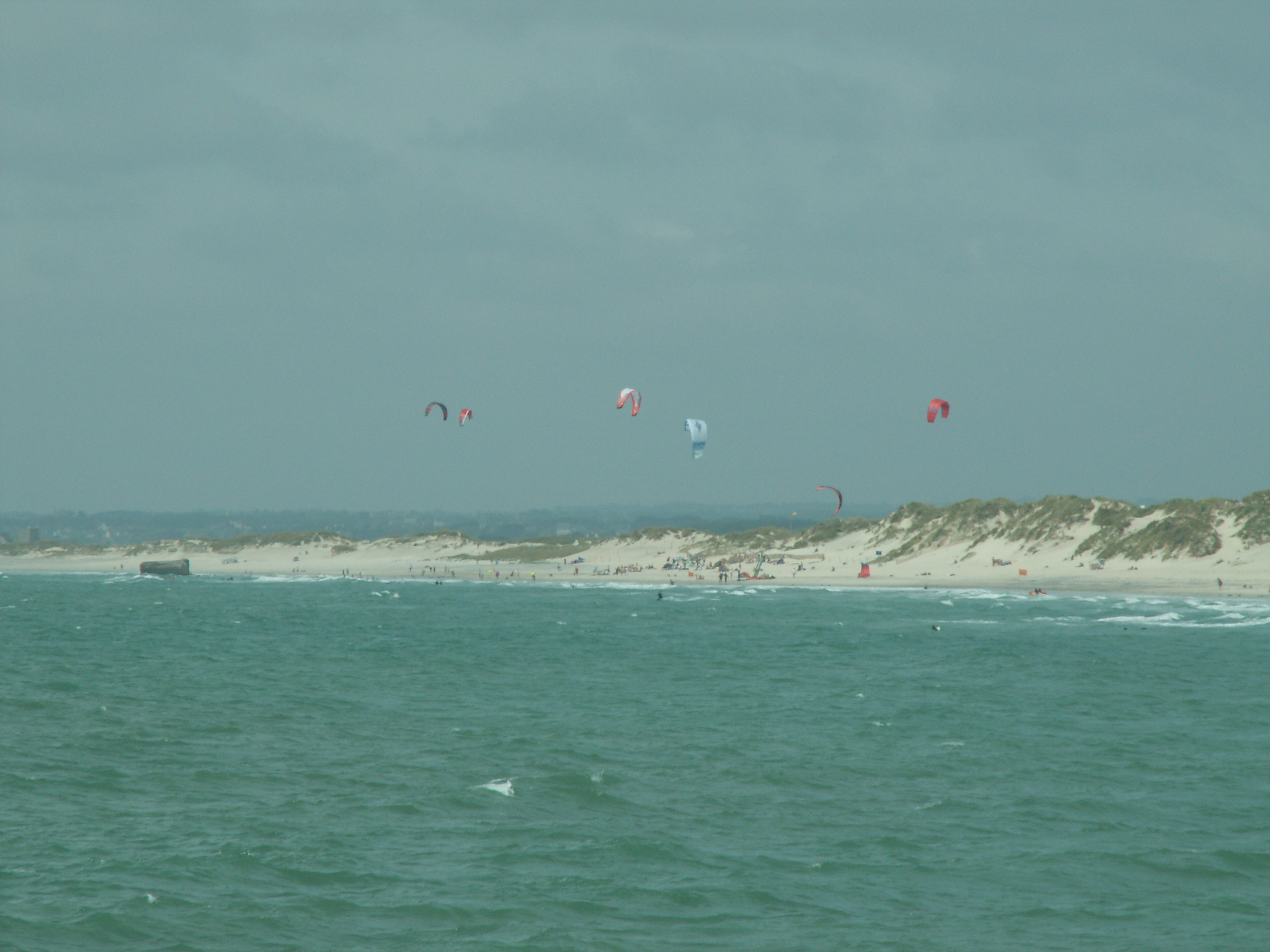
Plage de la Torche